# Quần đảo Samoa
Quần đảo Samoa là một quần đảo có diện tích 3.030 km² ở trung tâm Nam Thái Bình Dương, là một phần của khu vực Polynesia. Dân số trên quần đảo này khoảng 250.000 người, sử dụng chung ngôn ngữ là tiếng Samoa và có chung một nền văn hóa, gọi là fa'asamoa. Ngày nay, về mặt địa chính trị quần đảo thuộc về quyền quản lý của hai chính quyền:
- Samoa là một quốc gia độc lập hay còn được gọi là Tây Samoa (2.831 km² và 185.000 dân)
- Samoa thuộc Mỹ, lãnh thổ của Hoa Kỳ, còn được gọi là Đông Samoa (199 km² và 65.000 dân)

Polynesia thuộc vùng địa lý rộng hơn của châu Đại Dương.
Nhóm quần đảo này gồm 13 quần đảo nằm trải dài từ 13° đến 14° độ vĩ Nam và 169° đến 173° kinh độ tây, khoảng 400 km theo hướng đông tây và cách Fiji 800 km, cách Tonga 530 km, cách New Zealand 2900 km, và cách Hawaii, Hoa Kỳ 4.000 km Các đảo lớn hơn có nguồn gốc núi lửa và được bao phủ bởi rừng nhiệt đới ẩm. Các đảo nhỏ hơn là các dạng rạn san hô vòng. Không phải tất cả các đảo đều có dân cư sinh sống. Định núi cao nhất là Silisili nằm trên đảo Savai'i với độ cao 1.858 m. Điểm cao nhất ở Samoa thuộc Hoa Kỳ là Ta'u, núi Lata, với độ cao 966 m. Hai đảo lớn nhất là Upolu và Savai'i thuộc Samoa, nằm giữa các đảo lớn thuộc Polynesia, có diện tích khoảng 1.718 km² và 1.125 km²., chỉ lớn hơn kích thước của hai đảo chính thuộc Fiji, và đảo Hawaii và Maui thuộc quần đảo Hawaii. Đảo Upolu có nhiều dân cư sinh sống hơn Savai'i.
Đảo lớn tiếp sau là Tutuila, nơi có thành phố và cảng Pago Pago (dân số 3.519 năm 1990). Tutuila có diện tích 136,2 km² nhỏ hơn Upolu và Savai'i, nhưng là hòn đảo lớn nhất của Samoa thuộc Hoa Kỳ. Đỉnh cao nhất trên Tutuila là đỉnh Matafao.
Các đảo nhỏ hơn thuộc quần đảo gồm đảo Manono, Apolima và Nu'ulopa thuộc eo biển Apolima giữa Savai'i và Upolu; quần đảo Aleipata nằm ngoài khơi của cực đông Upolu (Nu'utele, Nu'ulua, Namua, và Fanuatapu); và Nu'usafe'e. 
Về phía đông của Tutuila, nhóm Manu'a bao gồm Ofu, Olosega, Ta'u, và Aunu'u. Rạn san hô vòng không có người sinh sống, Rose, là điểm cực nam thuộc lãnh thổ của Hoa Kỳ. Một rạn san hô vòng khác, đảo Swains, thuộc lãnh thổ của Samoa thuộc Hoa Kỳ nhưng nằm xa quần đảo Samoa.
Quần đảo có khí hậu nhiệt đới với mùa mưa từ tháng 11 đến tháng 4 năm sau. Nhóm quần đảo thường xuyên xuất hiện bão từ thành 12 đến tháng 3, do vị trí của nó nằm trong phần phía nam của Thái Bình Dương.
Khí hậu trên quần đảo này mang tính nhiệt đới và ẩm ướt. Lượng giáng thủy dao động từ trên 2.540 mm (100 inch) ở vùng duyên hải phía bắc và tây tới 7.620 mm (300 inch) bên trong đất liền. Nhiệt độ dao động ít, trung bình khoảng 27 °C (80 °F) và nằm trong khoảng từ 23-30 °C (73-86 °F) quanh năm. Gió mậu dịch đông nam là thịnh hành, đôi khi biến đổi thành gió bắc trong mùa mưa ẩm (tháng 11 tới tháng 4 năm sau), khi các cơn bão mạnh có thể xảy ra. Các cơn bão biển mạnh đôi khi gây ra tổn thất trên diện rộng.
Động đất Samoa 2009 với độ lớn 8,0 gây sóng thần làm thiệt mạng một số người trên quần đảo.

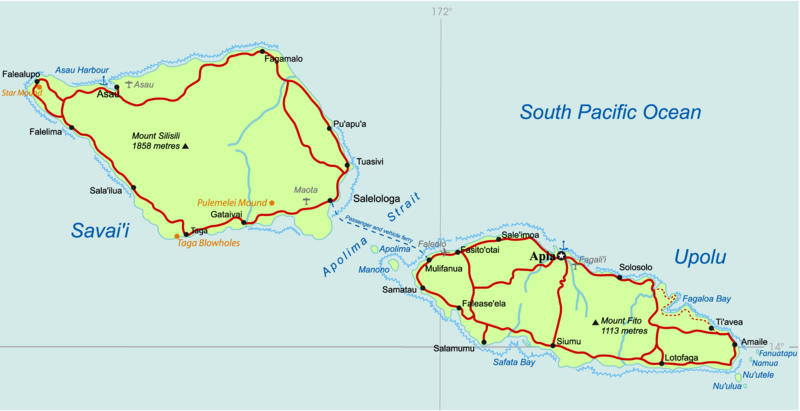
Tây Samoa

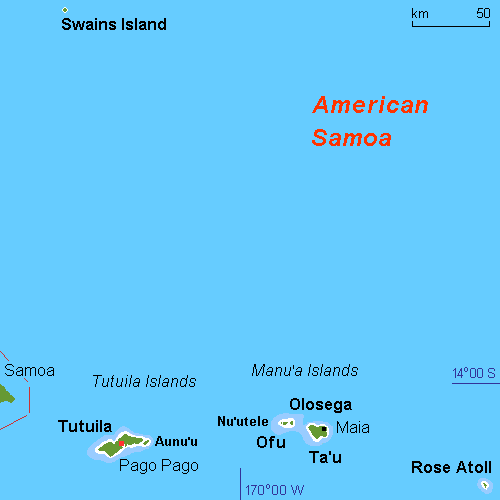
Đông Samoa

## Lịch sử
Theo các nhà khoa học, quần đảo Samoa, cũng như các đảo Fiji và Tonga, có dân cư đến sinh sống từ thế kỷ 5 trong quá trình di cư của các đại diện của văn hóa khảo cổ Lapita từ quần đảo Bismarck, nằm ở Tây Melanesia. Quần đảo Samoa là một trong các trung tâm hình thành văn hóa Polynesia. Từ Samoa đã diễn ra quá trình khai thác các đảo và rạn san hô vòng của khu vực Trung Thái Bình Dương.
Người châu Âu đầu tiên phát hiện ra quần đảo Samoa là nhà thám hiểm người Hà Lan Jacob Roggeveen, người đã đổ bộ lên quần đảo Samoa năm 1722. Sau đó, năm 1768, nhà hàng hải người Pháp là Louis Antoine de Bougainville đã đặt chân lên quần đảo, gọi nó là quần đảo Hàng hải.
Cuối thế kỷ 19 có sự tranh chấp quyền kiểm soát quần đảo này giữa đế quốc Đức, đế quốc Anh và Hoa Kỳ. Theo kết quả của thỏa ước Berlin năm 1899 trên quần đảo này đã thiết lập chế độ bảo hộ. Quần đảo Samoa được phân chia ra làm hai phần (đường phân chia chạy qua kinh tuyến 171° kinh tây): nhóm phía đông, ngày nay được gọi là Samoa thuộc Mỹ, trở thành lãnh thổ của Hoa Kỳ; các đảo phía tây khi đó được gọi là Samoa thuộc Đức, còn đế quốc Anh từ bỏ yêu sách để đổi lấy sự hoàn lại Fiji và một vài lãnh thổ khác thuộc Melanesia.
Từ cuối Chiến tranh thế giới thứ nhất tới năm 1962 Tây Samoa nằm dưới sự quản lý của New Zealand, ban đầu là theo ủy nhiệm của Hội Quốc Liên, và sau đó là theo ủy nhiệm của Liên Hợp Quốc. Năm 1961 đã diễn ra trưng cầu dân ý, trong đó cư dân Tây Samoa thể hiện ý nguyện độc lập. Từ ngày 1 tháng 1 năm 1962 Tây Samoa trở thành quốc đảo trên vùng biển khơi của Thái Bình Dương đầu tiên giành được độc lập. Từ tháng 7 năm 1997 quốc gia này được gọi một cách đơn giản là «Samoa». Không phụ thuộc vào việc cư dân Tây và Đông Samoa (Samoa thuộc Mỹ) thuộc về cùng một dân tộc và có chung một ngôn ngữ, giữa họ vẫn tồn tại các khác biệt văn hóa, gắn liền với lịch sử của khoảng một thế kỷ gần đây. Cư dân Đông Samoa bị cuốn hút bởi Hoa Kỳ và lối sống Mỹ, trong khi cư dân Tây Samoa bị cuốn hút bởi New Zeland và lối sống của cư dân nước này.